# 15845 Bambi
15845 Bambi este o planetă minoră (asteroid) din centura de asteroizi. A fost descoperită pe 17 octombrie 1995 la Observatorul Național Kitt Peak de Spacewatch și a fost numită după Bambi. 
Obiectul prezintă o orbită caracterizată de o semiaxă mare de 2,3415494 UAi, o excentricitate de 0,13, o înclinație de 7,59083 ° în raport cu ecliptica.